# ايستمان (كيبك)
ايستمان (بالإنجليزية: Eastman, Quebec)‏ هي بلدية محلية في كيبيك تقع في كندا في Memphrémagog Regional County Municipality. يقدر عدد سكانها بـ 1,740 نسمة ومساحتها 77.10 كم2 .